# Ольга Коротяєва
Ольга Коротяєва (нар. 4 лютого 1977, м. Черкаси, Україна) — українсько-французька актриса.

## Життєпис
У 1997 році виграла конкурс «Міс Черкаси» і якийсь час працювала на місцевому телебаченні. У молодості професійно займалася плаванням і танцями. Говорить французькою, українською, російською та англійською мовами.
Навчалася в МАУП Київ, має диплом магістра «Політологія та Міжнародні відносини».
У 2001 році переїхала до Франції, де навчалася в театральній школі Жан-Лорана Коше та в Laboratoire de l'acteur d'Helene Zidi.
Співпрацювала з українським кінофестивалем «Молодість», вела дайджести кінофестивалю для телеканалу ТРК Україна, а також червону доріжку.
Нині розлучена, має четверо дітей.
Грала в паризькому театрі Theatre de Paris у п'єсі Робера Оссейна «L'affaire Seznec».
Знімається у французьких та українських фільмах та телесеріалах.

## Фільмографія
- 2024 — Війна очима тварин

- 2021 — Déflagrations (режисер: Vanya Peirani-Vignes)

- 2019 — Любовницы (режисерка: Єлена Хазанова)

- 2014 — Домоправительница (режисерка: Флюза Фархшатова)

- 2013 — Le Bonheur (режисер: Fabrice Grange)

- 2012 — LA VÉRITÉ SI JE MENS! 3 (режисер: Thomas Gilou)

#### Телебачення
- 2023 — C*A*U*G*H*T (режисер: Kick Gurry)

- 2019 — Myster Mocky présente: A couteau tiré (режисер: Jean-Pierre Mocky)

- 2019 — Quartier des Banques S2 (режисер: Fulvio Bernasconi)

- 2017 — Quartier des Banques S1 (режисер: Fulvio Bernasconi)

- 2016 — Mata Hari (режисер: Julius Berg)

- 2015 — Agafia (режисер: Jean-Pierre Mocky)

- 2011 — Rasputin (режисерка: Josée Dayan)

- 2011 — CARTE POSTALE — pilot

#### Короткий метр
- 2014 — Ascension (режисер: Julien Jauffret)

#### Tеатр
- 2010 — Seznec, un procès impitoyable (режисер: Robert Hossein)